# USS LST-534
O USS LST-534 foi um navio de guerra norte-americano da classe LST que operou durante a Segunda Guerra Mundial.